# 토머스 골드
토머스 골드(Thomas Gold, 1920년 5월 22일 ~ 2004년 6월 22일)는 오스트리아 태생의 미국 천체물리학자, 코넬 대학교 천문학 교수, 미국 국립과학원 회원, 왕립학회(런던) 회원이었다. 골드는 1948년에 지금은 대부분 폐기된 우주의 "정상 상태" 가설을 제안한 세 명의 젊은 케임브리지 과학자 중 한 명이었다. 골드의 연구는 학술 및 과학 분야의 경계를 넘어 생물물리학, 천문학, 항공우주공학, 지구물리학으로 확장되었다.

## 같이 보기
- 천문학
- 천체물리학
- 석유